# Black Africa SC
Black Africa Sports Club w skrócie Black Africa SC – namibijski klub piłkarski, grający w Namibia Premier League, mający siedzibę w mieście Windhuk, stolicy kraju. Klub został założony w 1986 roku. W swojej historii dziesięciokrotnie wywalczył mistrzostwo kraju i trzykrotnie zdobył Puchar Namibii.

## Sukcesy
- I liga[1]:
  - mistrzostwo (10): 1989, 1994, 1995, 1998, 1999, 2011, 2012, 2013, 2014, 2019.

- Puchar Namibii[2]:
  - zwycięstwo (3): 1990, 1993, 2004.
  - finał (2): 1995, 2005.

## Występy w afrykańskich pucharach
| Sezon | Rozgrywki                 | Runda   | Kraj                          | Klub                         | Dom | Wyjazd | Dwumecz |
| ----- | ------------------------- | ------- | ----------------------------- | ---------------------------- | --- | ------ | ------- |
| 1991  | Puchar Zdobywców Pucharów | 1       | Angola                        | CD Primeiro de Agosto        | 1–2 | 0–7    | 1–9     |
| 1994  | Puchar Zdobywców Pucharów | wstępna | Lesotho                       | Bantu FC                     | –   | –      | –       |
| 1996  | Puchar Mistrzów           | wstępna | Botswana                      | Township Rollers             | 4–0 | 1–2    | 5–2     |
| 1996  | Puchar Mistrzów           | 1       | Angola                        | Atlético Petróleos de Luanda | 1–1 | 0–2    | 1–3     |
| 2000  | Liga Mistrzów             | wstępna | Botswana                      | Notwane FC                   | 4–2 | 1–1    | 5–3     |
| 2000  | Liga Mistrzów             | 1       | Demokratyczna Republika Konga | DC Motema Pembe              | –   | –      | –       |
| 2014  | Liga Mistrzów             | wstępna | Południowa Afryka             | Kaizer Chiefs FC             | 1–1 | 0–3    | 1–4     |

## Stadion
Domowe mecze klub rozgrywa na stadionie o nazwie Sam Nujoma Stadium w Windhuku, który może pomieścić 12300 widzów.